# La Souffleuse de verre
Pour plus de détails, voir Fiche technique et Distribution.
La Souffleuse de verre (Die Glasbläserin) est un téléfilm allemand réalisé par Christiane Balthasar, sorti en 2016. Il est une adaptation cinématographique du premier volume de la trilogie des "Souffleurs de verre" de Petra Durst-Benning (de) (1965-).
Il a été diffusé en français sur Arte le 9 décembre 2016, et rediffusé le 13 décembre 2019 et le 22 décembre 2023[pertinence contestée]. 

## Synopsis
En 1891, à Lauscha, petite ville d'Allemagne située en Thuringe, deux sœurs, Johanna et Marie Steinmann se retrouvent seules et sans ressources après le décès de leur père. Ce dernier, un maître souffleur de verre, leur a transmis son savoir-faire, bien que la fabrication du verre à l'époque soit exclusivement masculine et interdite aux femmes selon la loi. Johanna parvient à décrocher un poste de vendeuse chez le marchand de verre de Friedhelm Strobel dans la ville voisine, tandis que Marie peint les objets en verre dans l'atelier de Wilhelm Heimer situé à Lauscha. Assez rapidement, les deux sœurs se retrouvent confrontées à la violence domestique, à l'exploitation et à l'humiliation. Elles prennent la décision de prendre le destin en main et de rouvrir l'atelier paternel où elles créeront les premières décorations en verre pour les sapins de Noël qui leur permettront d'être indépendantes.

## Fiche technique
- Titre original : Die Glasbläserin
- Réalisation : Christiane Balthasar
- Scénario : Léonie-Claire Breinersdorfe
- Photographie : Hannes Hubach
- Musique : Johannes Kobilke
- Pays d'origine : Allemagne
- Langue : allemand
- Durée : 89 minutes
- Sortie : 2016 en Allemagne

## Distribution
- Luise Heyer : Johanna Steinmann
- Maria Ehrich : Marie Steinmann
- Franz Dinda : Thomas Heimer
- Dirk Borchardt : Friedhelm Strobel
- Robert Gwisdek : Peter Maienbaum
- Max Hopp : Wilhelm Heimer
- Ute Willing : Witwe Grün
- Adam Richard Grimm : Juri
- Johanna Bittenbinder : Marianne Bohn
- Marc Barthel : Steven Miles